# Boyou
Boyou (franz. Gedärm) ist ein alter Begriff aus dem Festungsbau. Er bezeichnet einen Kommunikationsgraben der Belagerer mit Brustwehr, der den Übergang von einem Schützengraben zum anderen ermöglicht.